# Parafia św. Jadwigi w New Bedford
Parafia św. Jadwigi w New Bedford (ang. St. Hedwig's Parish) – parafia rzymskokatolicka położona w New Bedford w stanie Massachusetts w Stanach Zjednoczonych.
Była jedną z wielu etnicznych, polonijnych parafii rzymskokatolickich w Nowej Anglii z mszą św. w j. polskim dla polskich imigrantów.
Parafia była poświęcona św. Jadwidze Śląskiej.
Parafia zamknięta w 2004 roku. Dokumentacja została przeniesiona do Parafii Matki Bożej z Guadalupe, New Bedford.